# Graptopetalum pachyphyllum
Graptopetalum pachyphyllum är en fetbladsväxtart som beskrevs av Joseph Nelson Rose. Graptopetalum pachyphyllum ingår i släktet Graptopetalum och familjen fetbladsväxter. Inga underarter finns listade i Catalogue of Life.